# Stjepan Prauhardt
Stjepan Prauhardt (Sveti Ivan Žabno, 5. prosinca 1904. - Zagreb, 1. listopada 1983.), hrvatski športski strijelac. Natjecao se za Jugoslaviju.
Natjecao se na Olimpijskim igrama 1952. U disciplini puška 300 metara (3 x 40 hitaca) osvojio je 16. mjesto.
Na svjetskom prvenstvu 1949. i 1954. ekipno je osvojio srebrnu medalju u disciplini puška 300 metara.
Bio je član zagrebačkog Medveščaka.